# Hippotion rosetta
Hippotion rosetta  es una especie polilla de la familia Sphingidae. Se encuentra al sur de Pakistán,Colombia, India y Sri Lanka, a través de Tailandia, Taiwán y sur de China a Japón, (Archipiélago de Ryukyu) y Filipinas, por el sur a través del sur de Asia, desde el este a Islas Andaman, Indonesia oriental, Islas Solomon y el estrecho de Torres en Guinea Nueva.
Tiene varias generaciones por año en Hong Kong, (Voltinismo) que como adultos vuelan de marzo a noviembre, con picos en marzo tardío a mayo y primeros de octubre.
Las orugas se alimentan de Borreria, Morinda citrifolia y Morinda umbellata, así como Pentas lanceolata.

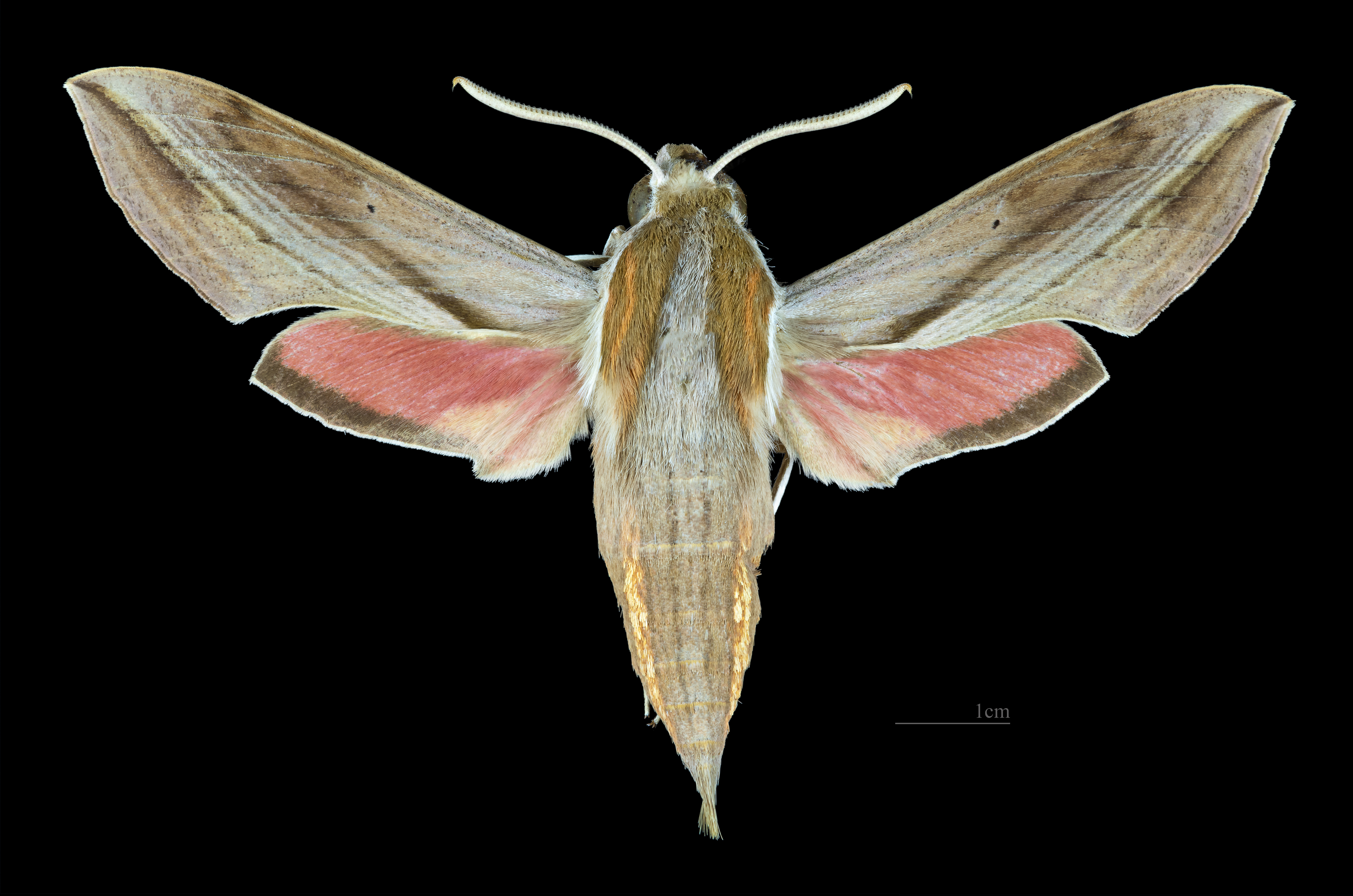
Hippotion rosetta ♂
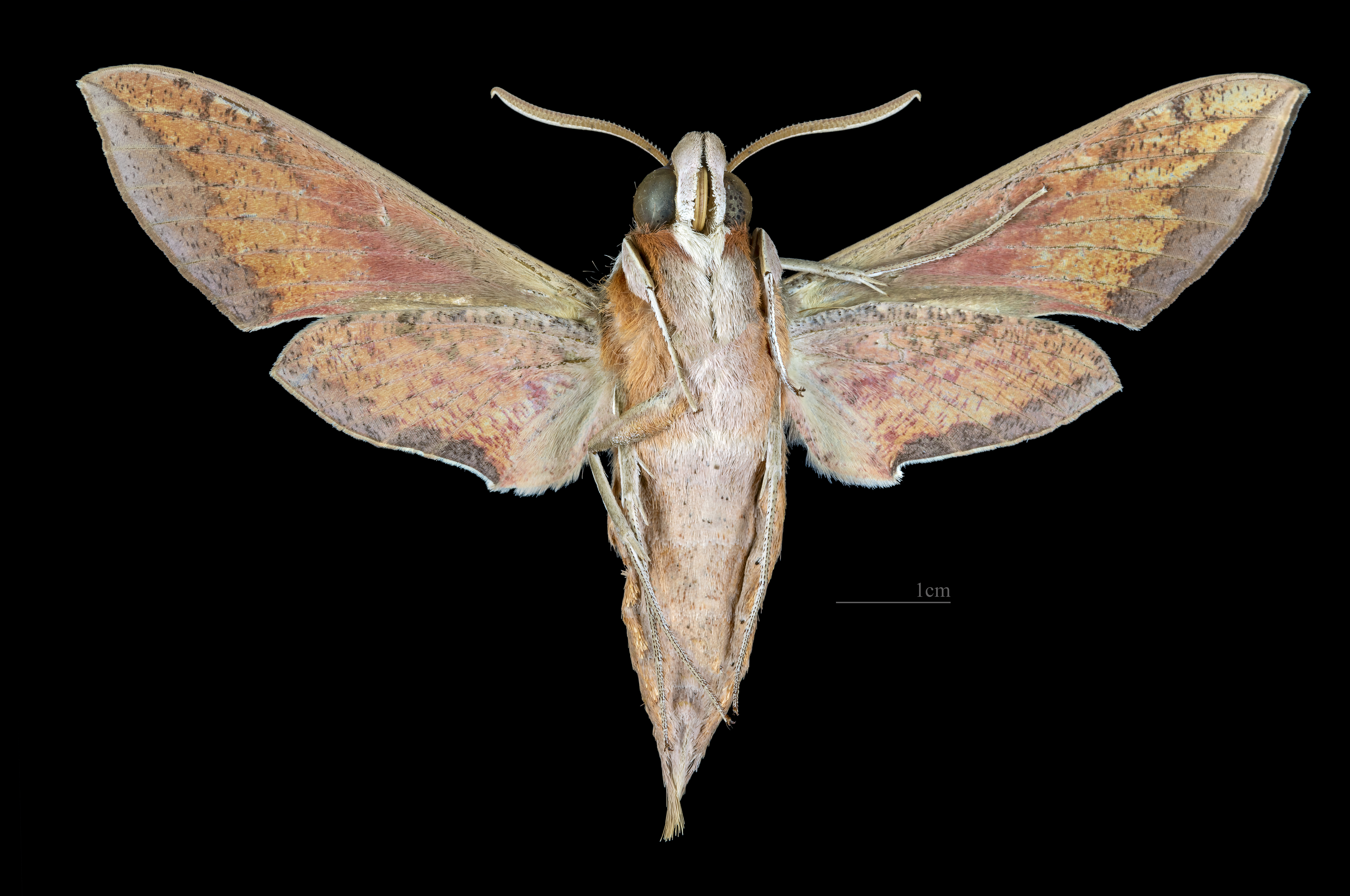
Hippotion rosetta ♂   △
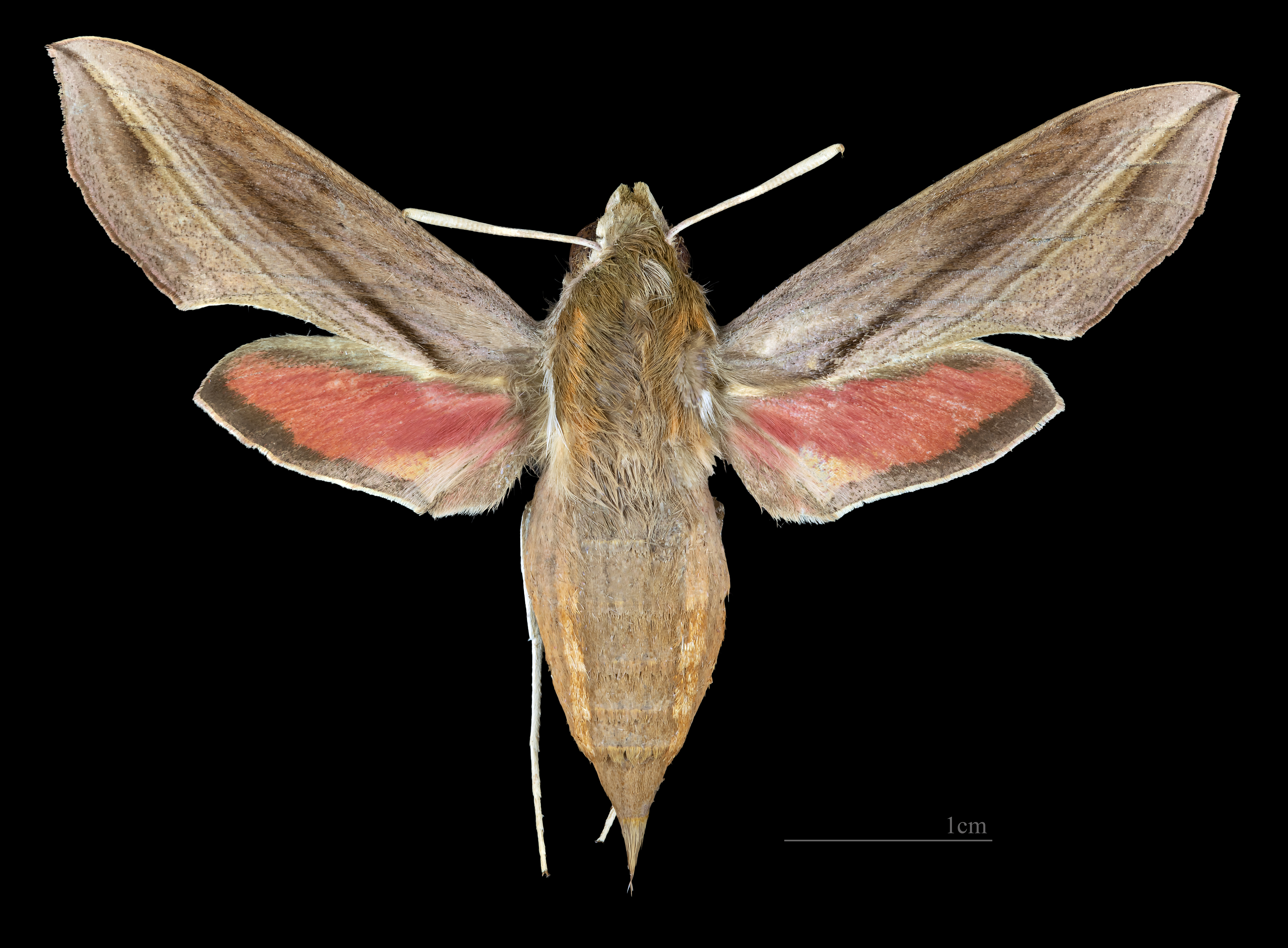
Hippotion rosetta   ♀
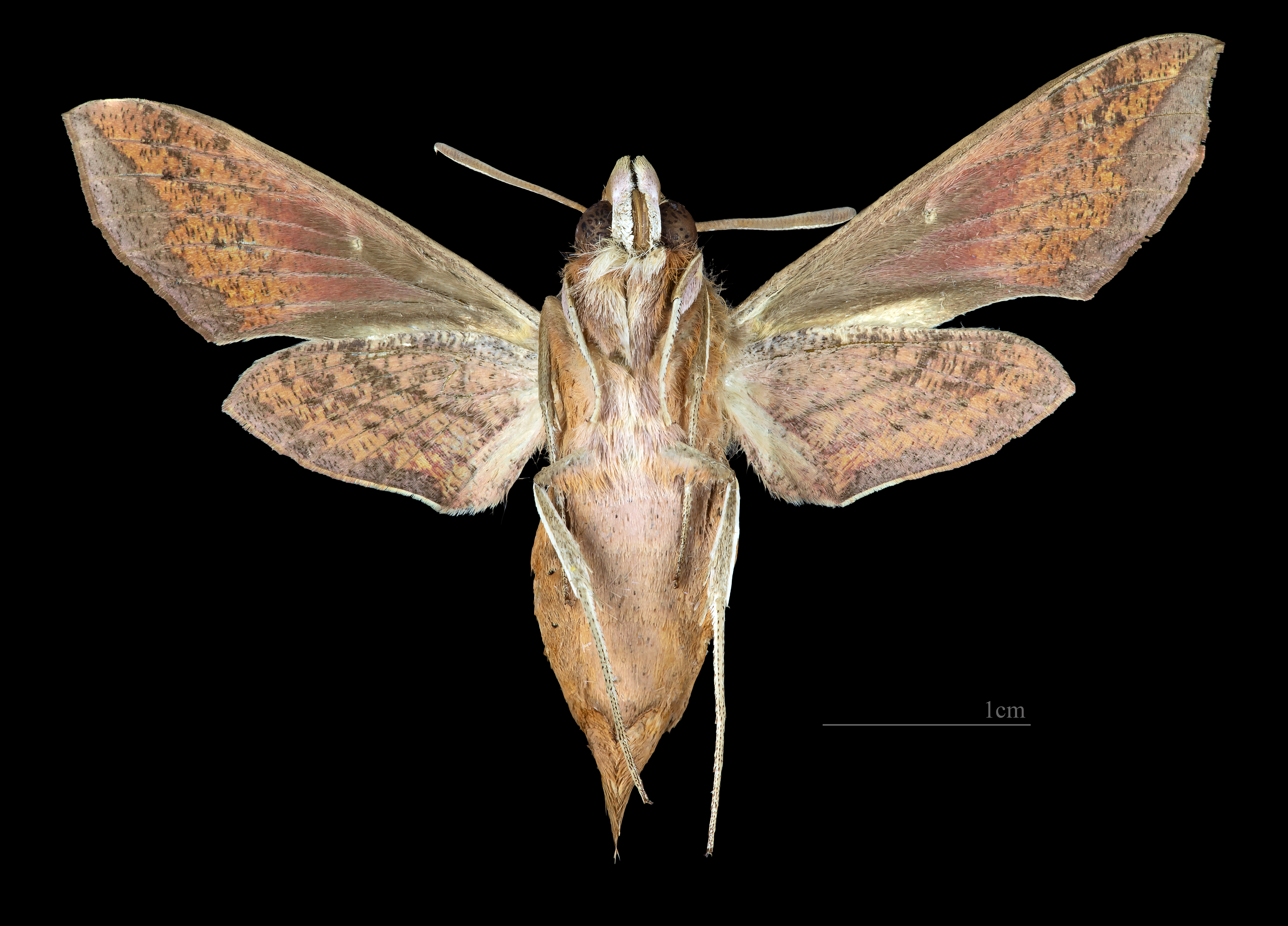
Hippotion rosetta   ♀ △